# Cowek
Cowek is een bestuurslaag in het regentschap Pasuruan van de provincie Oost-Java, Indonesië. Cowek telt 4905 inwoners (volkstelling 2010).